# Постдиско
Постдиско (англ. post-disco) — термин, используемый для описания жанров, широко использовавшихся с 1979 по 1986 год, которые появились после «смерти» диско в результате резонанса, произошедшего 12 июля 1979 года на чикагском мероприятии под названием «Disco Demolition Night» (рус. «Ночь уничтожения диско»), когда неприязнь к диско привела к уничтожению тысяч пластинок на бейсбольном поле. После этого радио массово отказалось от формата диско, а продажи пластинок с этим жанром начали стремительно падать.
В начале 1980-х годов на Восточном побережье появилось андеграундное движение диско-музыки, которое было «упрощённым» и отличалось «радикально другим звучанием», которое «не было похоже ни на диско, ни на R&B». Эта сцена, известная как постдиско, ориентированная на мегаполис Нью-Йорка, изначально возглавлялась современными «урбан»-исполнителями (англ. Urban contemporary), которые противостояли чрезмерной коммерциализации и распаду диско-культуры. Постдиско развился из ритм-н-блюзового звучания, усовершенствованного Parliament-Funkadelic, электронной стороны диско, музыкальных техник даб-музыки и других жанров. Типичными постдиско-исполнителями были нью-йоркские D Train и Unlimited Touch, характеризуемые более урбанистическим подходом, в то время как Material и ESG были более экспериментальными.
Постдиско, как и диско, был рынком на основе синглов, контролируемым в основном независимыми звукозаписывающими компаниями, которые добились успеха в чартах с начала до середины 1980-х годов. Большая часть творческого контроля находилась в руках музыкальных продюсеров и клубных диджеев, а не в руках исполнителей.
Термин «постдиско» часто путают и относят к отдельным стилям той эпохи, таким как буги, синти-фанк или электро-фанк. Другие музыкальные стили, возникшие в эпоху постдиско, включают дэнс-поп и итало-диско, что привело к развитию раннего альт-дэнса, клубного хауса и техно-музыки.

## История

### Предыстория событий

#### США
Со спадом популярности диско радиостанции стали обращать внимание на другие жанры, такие как регги, панк-рок и/или нью-вейв, в то время как основные крупные диско-лейблы, в числе которых Casablanca, TK Records и RSO Records обанкротились. 
С прогрессом диско в сторону электронной музыки появились такие поджанры, как Hi-NRG, фристайл, итало-диско и буги, последний из которых более остальных тесно связан с постдиско.
Бразильский продюсер и первопроходец фьюжн-джаза Eumir Deodato был хорошо осведомлен о текущих тенденциях в американской андеграундной музыке, он помог провальной фанк-группе Kool & the Gang обновить имидж и записать наиболее успешные хиты в их карьере, путём адаптации их звучания к постдиско. 
Первопроходец итало-диско, продюсер неамериканского происхождения Jacques Fred Petrus, основатель B. B. & Q. Band и Change, рассказывает о своем переходе с диско на постдиско: «Звучание изменилось на более фанково-танцевальный/ритм-н-блюзовый стиль». 
Французский авторский дуэт Henri Belolo и Jacques Morali, основавший успешную группу Village People, подписывает свою прежнюю диско-группу The Ritchie Family на RCA Records для издания альбома I’ll Do My Best (1981), который отражает радикальное изменение их звучания. На западном побережье, особенно в Калифорнии, другой подход приводит к другому звучанию. 
Dick Griffey и Leon Sylvers III из SOLAR Records продюсируют альбом Rough Riders (1979) группы Lakeside, которая уже проявила эти новые тенденции и, как отметил Billboard, «инструментально демонстрирует экономичные/сдержанные аранжировки». 
Разбавленное постдиско появилось в альбоме Off the Wall (1979) Майкла Джексона, спродюсированном Куинси Джонсом, который помог многим молодым продюсерам найти новое направление танцевальной музыки К прочим примерам раннего американского постдиско относятся Rick James и Teena Marie..

#### Великобритания
В отличие от Соединенных Штатов, где движение анти-диско оказывало влияние на общее отношение к диско, в Великобритании постдиско в значительной степени опиралось на диско и различные элементы американского постдиско и других жанров (хотя эта ассоциация будет размыта уже к концу 1979 года).. Ярким примером этого является сингл «Pop Muzik» группы M, возглавивший чарты по обе стороны Атлантики в 1979 году.
Согласно Billboard, американское постдиско представляло собой смесь различных жанров, с фокусом на электронную музыку и R&B, тогда как ключевым элементом британской сцены был джаз-фанк, на которой появились Chaz Jankel, Central Line и Imagination.

### 1980-е: золотое время
| Year | Song                            | Label              | Artist              | U.S. Dance | U.S. R&B | U.S. Pop | U.S. M.R. | U.K. Pop |
| ---- | ------------------------------- | ------------------ | ------------------- | ---------- | -------- | -------- | --------- | -------- |
| 1979 | «I Wanna Be Your Lover»         | Warner Bros.       | Prince              | #2         | #1       | #11      | ―         | #41      |
| 1980 | «Celebration»                   | De-Lite            | Kool & the Gang     | #1         | #1       | #1 ('81) | ―         | #7       |
| 1980 | «He's So Shy»                   | Planet             | The Pointer Sisters | #26        | #10      | #3       | ―         | ―        |
| 1980 | «And the Beat Goes On»          | SOLAR              | The Whispers        | #1         | #1       | #19      | ―         | #2       |
| 1981 | «Let's Groove»                  | Columbia           | Earth, Wind & Fire  | #3         | #1       | #3       | ―         | #3       |
| 1981 | «Get Down on It»                | De-Lite            | Kool & the Gang     | ―          | #4       | #10      | ―         | #3       |
| 1982 | «Everybody»                     | Sire, Warner Bros. | Madonna             | #3         | ―        | #107     | ―         | ―        |
| 1982 | «Last Night a DJ Saved My Life» | Sound of New York  | Indeep              | #2         | #10      | #101     | ―         | #13      |
| 1982 | «Love Come Down»                | RCA                | Evelyn King         | #1         | #1       | #17      | ―         | #7       |
| 1982 | «You Can Do Magic»              | Capitol            | America             | ―          | ―        | #8       | ―         | #59      |
| 1983 | «Holiday»                       | Sire, Warner Bros. | Madonna             | #1         | #25      | #16      | ―         | #2       |
| 1983 | «Give It Up»                    | Meca               | KC                  | ―          | ―        | #18      | ―         | #1       |
| 1983 | «Billie Jean»                   | Epic               | Michael Jackson     | #1         | #1       | #1       | ―         | #1       |
| 1984 | «Caribbean Queen»               | Jive               | Billy Ocean         | #1         | #1       | #1       | ―         | #6       |
| 1984 | «Let’s Dance»                   | EMI                | David Bowie         | #1         | #14      | #1       | #6        | #1       |
| 1984 | «Cool It Now»                   | MCA                | New Edition         | ―          | #1       | #4       | ―         | #43      |
| 1984 | «Dr. Beat»                      | Epic               | Miami Sound Machine | #17        | ―        | ―        | ―         | #6       |
| 1984 | «I'm So Excited»                | Planet             | The Pointer Sisters | #28        | #46      | #9       | ―         | #11      |
| 1985 | «Into the Groove»               | Sire, Warner Bros. | Madonna             | #1         | #19      | ―        | ―         | #1       |
| 1985 | «Object of My Desire»           | Elektra            | Starpoint           | #12        | #8       | #25      | ―         | #96      |
| 1986 | «Rumors»                        | Jay                | Timex Social Club   | #1         | #1       | #8       | ―         | #13      |
| 1987 | «Rhythm Is Gonna Get You»       | Epic               | Miami Sound Machine | #27        | ―        | #5       | ―         | ―        |

### 2000-е: влияние
В конце 1990-х и на протяжении 2000-х, электронные и, особенно, хаус-исполнители испытывали влияние постдиско. Например, французская хаус-группа Daft Punk, внедрившая элементы постдиско, диско и синти-попа в альбом Discovery (2001). Другим примером является исполнитель Les Rythmes Digitales, издавший альбом Darkdancer (1999) с влиянием постдиско и электро. Канадская группа Chromeo дебютировала в 2004 году с альбомом She’s in Control. Аналогичный американский исполнитель Dâm-Funk выпустил альбом Toeachizown (2009) с влиянием буги и электро. Группа Escort из Нью-Йорка появилась на постдиско и постпанк-ривайвл сценах в 2006 году.

## Связанные жанры

### Буги
Буги (или электро-фанк) — поджанр постдиско с сильным влиянием фанка, который был незначительно представлен в начале-середине 1980-х годов. Шон П. описал его как «в значительной степени игнорируемый, или считающийся бедным родственником диско — слишком медленный, слишком электронный, слишком R & B … и даже слишком чёрный».
- D. Train
- Freeez
- Komiko
- Sinnamon
- Imagination
- Evelyn King

### Дэнс-рок
Дэнс-рок — другое постдиско-движение, с меньшим влиянием R&B и фанка, связанное с постпанком и ноу-вейвом. 
Примерами являются трек «No G.D.M.» группы Gina X, исполнители Liquid Liquid, Polyrock, Dinosaur L и компиляция Disco Not Disco (2000).
Это движение также связано с dance-oriented rock (или DOR), который Майкл Кэмпбелл определяет в своей книге как «смесь постпанка и постдиско». Кэмпбелл также процитировал Роберта Кристгау, который описал DOR, как обобщающее понятие, используемое различными диджеями в 1980-х.
Представители: Ian Dury, Liquid Liquid, Arthur Russell и др.

### Дэнс-поп
Дэнс-поп — это танцевальная поп-музыка, появившаяся после спада диско и первого проявления «урезанного» постдиско. Первыми дэнс-поп-песнями были «Last Night a D.J. Saved My Life» группы Indeep, «Love Come Down» певицы Evelyn "Champagne" King, «Juicy Fruit» группы Mtume. В 1983 году вышел дебютный альбом Мадонны в стилях дэнс-поп, урбан и клубная музыка. Британский вариант дэнс-попа, впервые прозвучавший у Stock, Aitken & Waterman, был под сильным влиянием хауса и hi-NRG, иногда его называли евробит.

### Итало-диско
Итало-диско — поджанр диско-музыки испытавший влияние постдиско, hi-NRG, электроник-рока и европейской музыки. Изначально итало-диско исполняли в основном итальянские музыканты, но вскоре появились исполнители из Канады и США. Одними из ранних примеров были Klein + M.B.O., Kano и американец Bobby Orlando.